# Sandhya Mukherjee
Pour les articles homonymes, voir Mukherjee.
Sandhya Mukherjee (également orthographié Mukhopadhyay ; en bengali : সন্ধ্যা মুখোপাধ্যায়), née le 4 octobre 1931 à Dhakuria (en) et morte le 15 février 2022 à Calcutta, est une chanteuse de playback et musicienne indienne, spécialisée dans la musique bengali. Bien que de formation classique, l'essentiel de son travail consiste en des chansons bengali modernes.
En 1970, elle est récompensée aux National Film Awards pour la meilleure chanteuse de playback pour ses chansons dans les films Jay Jayanti et Nishi Padma. En 2011, elle reçoit le Banga Bibhushan, la plus haute distinction civile de l'État indien du Bengale occidental.

## Biographie

### Jeunesse
Sandhya Mukherjee naît à Dhakuria (Calcutta) le 4 octobre 1931 de Narendranath Mukherjee, un fonctionnaire des chemins de fer, et de Hemprova Devi. Elle est la plus jeune de six enfants. Son grand-père était policier et la famille vivait à Dhakuria depuis 1911.

### Formation et carrière
Sandhya Mukherjee commence sa formation musicale sous la direction du pandit Santosh Kumar Basu, du professeur A. T. Kannan et du professeur Chinmoy Lahiri. Cependant, son gourou est Bade Ghulam Ali Khan, puis le fils de ce dernier Ustad Munavvar Ali Khan, auprès de qui elle acquiert une certaine maîtrise de la musique classique indienne. Selon Manorma Sharma, « Sandhya a été en mesure de maintenir sa popularité en tant que chanteuse classique même après avoir acquis la brillance et l'éclat du chant playback..., »
Sandhya Mukherjee commence sa carrière à Bombay en chantant des chansons hindis, d'abord pour le film Taarana en 1950. Par la suite, elle est chanteuse playback pour 17 films hindis.
En 1952, pour des raisons personnelles, elle décide de revenir s'installer dans sa ville natale de Calcutta. En 1966, elle épouse le poète bengali Shyamal Gupta. Gupta écrit par la suite les paroles de plusieurs de ses chansons.
Sa collaboration la plus connue est sans doute celle avec la chanteuse bengali Hemanta Mukherjee, avec qui elle fait de nombreux duos, principalement en playback de films bengalis. Hemanta et Sandhya se font ainsi connaître comme les voix derrière les couples de la superstar bengali Uttam Kumar et de ses nombreuses héroïnes, notamment l'actrice Suchitra Sen, dont Sandhya devient la voix chantante. Outre les compositions d'Hemanta Mukherjee, son plus grand corpus d'œuvres est réalisé avec Robin Chattopadhyay et Nachiketa Ghosh.
Pendant la guerre de libération du Bangladesh, elle rejoint un mouvement parmi les artistes indiens bengalis visant à collecter des fonds pour les millions de réfugiés qui ont afflué à Calcutta et au Bengale-Occidental pour échapper aux combats et pour sensibiliser le monde à la cause du Bangladesh. Elle aide également le musicien bangladais Samar Das à créer le Swadhin Bangla Betar Kendra, une station de radio clandestine diffusant au Bangladesh. Elle enregistre notamment plusieurs chansons patriotiques pour lui. À l'occasion de la libération de Sheikh Mujibur Rahman, elle sort la chanson Bangabandhu Tumi Phirey Ele. Sandhya devient aussi l'une des premières artistes étrangères à visiter Dacca, se produisant lors d'un concert en plein air à Paltan Maidan pour célébrer la journée du mouvement pour la Langue après l'indépendance du Bangladesh en 1971.

## Chansons

### Chansons de films
- 1948 : Anjaan Garh : Ab Nahi Dharat Dheer Dheer
- 1948 : Sabya Sachi
  - Aayee Mere Jeevan Ki Saanjh Suhani
  - Dil Bhi Udaas Udaas Chaman Bhi Udaas
- 1950 : Pehla Aadmi
  - Taaron Ki Roshni Me Duniya Nai
  - Ham Chale Nai Duniya Basaane
  - Ashkon Me Chhipi Mohabbat Ki Kahani
  - Kaun Kehta Hai Tasveer Tumhari
- 1951 : Sazaa (en)
  - Aa Gupchup Gupchup Pyar Karen
  - Ye Baat Koi Samjhaye Re
- 1951 : Taraana : Bol Papihe Bol Kaun Hai Tera Chitchor
- 1952 : Izzat
  - Ishq Me Ho Jao Barbaad
  - Kya Kya Sitam Sahe Hain Do Din Ki Zindagi Me
  - Tera Jhoomta Shabaab Jaise
- 1953 : Baaghi : Jungle Mangal
- 1953 : Ek Do Teen (en) : Aa Jaa Re Balam Tujhe Meri Kasam
- 1953 : Fareb : Udaasiyon Me Nazar Kho Gai
- 1953 : Husn Ka Chor
  - Dheere Dheere Dil Me Samaa
  - Dil Lagaane Wale Apne Se Hazaaron Hain
  - O Jaane Waale Kisi Ka Salaam Leta Jaa
  - O Sangdil Zamaane Mujkhe Kyun Rulaata Hai
- 1954 : Manohar
  - Aayee Basant Ritu Aayee Bahaar Leke
  - Doob Gaye Sab Aas Ke Taare
  - Rut Hai Suhaani Raat Jawan Hai
  - Sukh Bhari Duniya Meri Barbaad Jo
- 1956 : Jagte Raho (en) : Maine Jo Lee Angrayee Teri Mehfil
- 1966 : Mamta (en) : Tose Naina Laage Re Saanwariya
- 1970 : Jai jayanti : Jhana jhanana Sur jhankare
- 1961 : Saptapadi (en) : Ei Path Jadi Na Sesh Hoy

### Autres chansons
- Mone Mone Gatha Mala
- Shaon Elo Oi Thoi Thoi
- Projapoti Mon Amar
- Tumi Nahoy Rahite Kachhe
- Mor Bhiru Se Krishnakali
- Madhumaloti Dake Aay
- Polash Amar Krishnachura
- Bashi Go Bole Papiya
- Lalita Go Bole Di
- Holud Gandar Phool
- Ei Sanjhjhara Lagane
- Dhanya Hobo Je Ami
- Ebare Bujjechi Ami
- Ami Tomare Bhalobesechi
- Mayabati Meghe Elo Tandra
- O Re Jeenewale
- Ogu Sindur Ranga Megh
- Shankha Bajiye Make
- Ni Sa Ga Ma Pa
- Piya Piya Piya Ke Dake Amare
- O Bak Bakum Paira
- Badho Jhulona
- E Je Bangla
- Tumi Je Amar Pratham Rater
- Aha Ki Misti
- He Sagar Keno Tomay Nil Dekhi
- Aaj Keno O Chokh Lal
- Ke Tumi Amare Dako
- Gane Mor Kon Indradhanu
- Boro Derite Tumi
- Tumi To Janona
- Champa Chameli
- Se Gan Jai Je Bhule
- Boro Derite Tumi Bujhle
- Ogo Momo Prano Hay
- Ore O Bijan Baner Pakhi
- E Shudhu Ganer Din
- Kichhu Khushi Kichhu Nesha
- Moner Madhuri Mishaye
- Shuno Shuno Ei Raat
- Aar Dekona Ei Modhu Name
- Tari Bhese Jay
- Na Jani Kon Chhande
- Sharame Jorano Akhi
- E Sundar Ratri
- Ekti Sukher Neer
- Prabhat Surja
- Aaj Holi Khelbo Shyam
- Ore Sokal Sona
- Bah Chharata To Besh
- Shyamal Barani Ogo Kanya
- Prantateri Gaan Amar
- Ujjal Ekjhak Payra
- Shraban Ajhare Jhare
- Aay Bristy Jhepe
- Jare Ja Phire Ja
- Gungun Mon Bhomra
- Jibone Ja Kichu Chilo
- Jodi Naam Dhore Take Daaki
- Godhulir Shanto Chhayay
- Ke Jeno Pother Majhe
- Guru Guru
- Sajani Go Kotha Shono
- Sajani Go Sajani
- Kichu Aar Kahibo Na
- O Neel Neel Payra

## Récompenses
- 2022 : Padma Shri (refusé)
- 2011 : Banga Bibhushan
- 1999 : prix Bharat Nirman pour l'ensemble de ses réalisations
- 1972 : prix de l'association des journalistes cinématographiques du Bengale pour la Meilleure chanteuse de playback pour Jay Jayanti
- 1971 : prix national du film de la meilleure chanteuse de playback pour les chansons Amader Chuti Chuti pour Jay Jayanti et Ore Sakol Sona Molin Holo pour Nishi Padma
- 1965 : prix de l'association des journalistes cinématographiques du Bengale pour la Meilleure chanteuse de playback pour Sandhya Deeper Sikha